# Estación de Saint-Clair - Les Roches
La estación de Saint-Clair - Les Roches es una estación ferroviaria francesa de la línea París - Marsella, situada en la comuna de Saint-Clair-du-Rhône, en el departamento de Isère, en la región de Ródano-Alpes. Por ella transitan únicamente trenes regionales. 

## Situación ferroviaria
La estación se encuentra en la línea férrea París-Marsella (PK 554,215).

## Descripción
Se compone de dos andenes laterales y de dos vías.

## Servicios ferroviarios

### Regionales
Los TER Ródano Alpes recorren el siguiente trazado:
- Línea Lyon - Valence.